# Gratlspitze
Die Gratlspitze, auch der Gratlspitz oder der Gratlkopf (mundartlich [kraːd̥l̩ˈʃpiːts] oder [ˈkraːd̥l̩kxoːpf]), ist ein Berg im Tiroler Teil der Kitzbüheler Alpen. Sie schließt sich nördlich an den Schatzberg an.

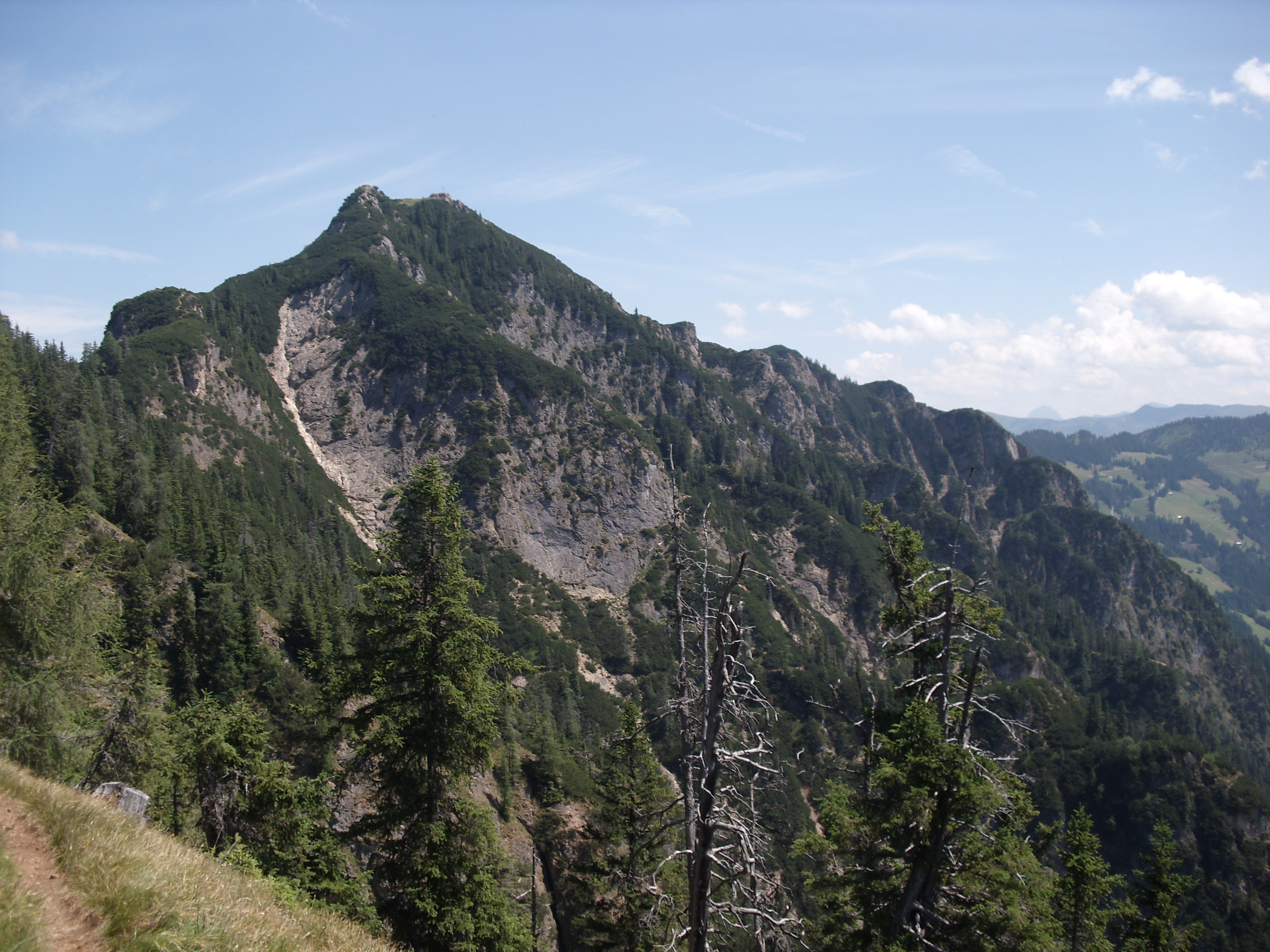
Gratlspitze von Westen

Sie hat neben dem 1899 m ü. A. hohen Hauptgipfel noch zwei weitere Nebengipfel, die ihr ein markantes Gesicht geben. Der Berg liegt zwischen den Hochtälern Wildschönau und Alpbachtal.

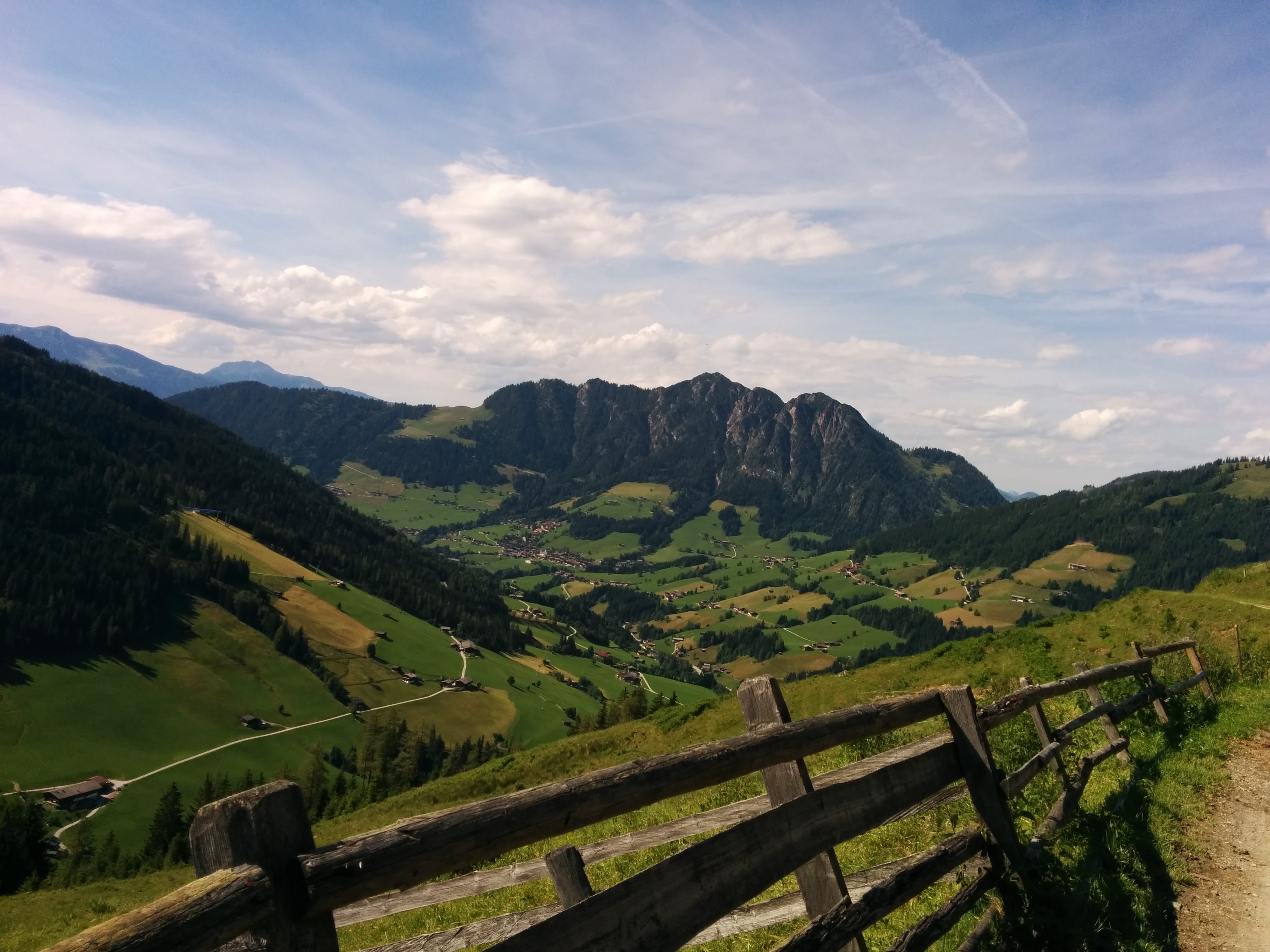
Gratlspitze von der Südseite mit der Gemeinde Alpbach im Vordergrund

Durch seine exponierte Lage als einzelstehender Berg hat man vom Gipfel eine hervorragende Weitsicht.

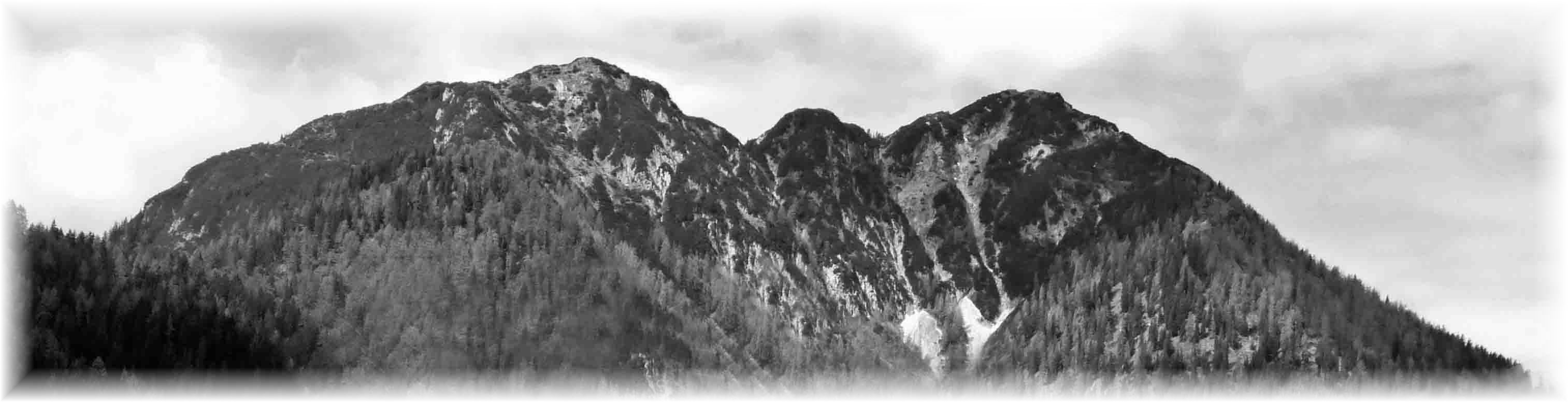
Die Gratlspitz im Sommer 2010 von Thierbach, Wildschönau, aus fotografiert. Rechts der Hauptgipfel.

An dem Berg wurde über viele Jahre Silberbergbau betrieben. Einige Stolleneingänge und Geröllauswürfe (siehe Foto von der Wildschönauer Seite) sind auch heute noch gut sichtbar.